# Ksamiliöarna

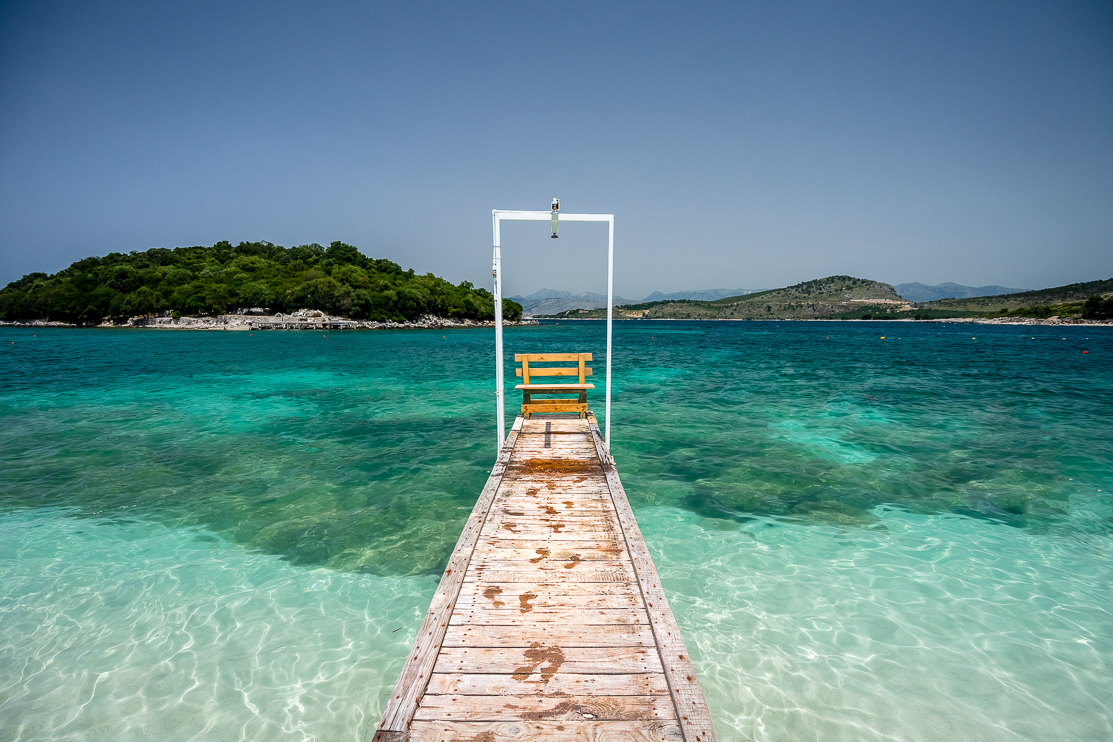
Utsikt mot den största ön.

Ksamiliöarna (på albanska Ishujt e Ksamilit) är fyra öar i Ksamili i Joniska havet i södra Albanien. Ksamiliöarna är en del av Butrinti nationalpark.